# Roberto Ampuero Urbina
Manuel Roberto Ampuero Urbina (Santiago, 12 de octubre de 1940) es un exfutbolista chileno que jugaba como volante central.

## Trayectoria
Comenzó su carrera en 1960 defendiendo la camiseta de Magallanes, jugando para el cuadro albiceleste hasta 1967, en donde a excepción de la temporada 1961, jugó siempre en la Primera División. En 1968 el conjunto carabelero necesitaba dinero, por lo que fue traspasado a Lota Schwager de la Segunda División. En la temporada 1969 formó parte del plantel que se coronó como campeón de la divisional, logrando el ascenso a la categoría de oro del fútbol chileno.
En 1971 fichó por Ferroviarios de la Segunda división, donde estuvo por dos temporadas. En 1973 firmó para Audax Italiano de Segunda División, teniendo una mala experiencia debido a los problemas económicos, por lo que en 1974 regresa a Ferroviarios, para retirarse en dicho equipo a fines de la temporada 1975.

## Selección nacional
Debutó por la selección chilena el 19 de septiembre de 1967, bajo la dirección técnica de Alejandro Scopelli, en un partido amistoso ante Brasil. En la derrota ante el combinado brasileño por 1-0, el volante ingresó en reemplazo de Roberto Hodge, mientras que en su segunda internacionalidad ante Unión Soviética en diciembre del mismo año, ingresó en reemplazo de José Moris.

### Partidos internacionales
| Partidos internacionales | Partidos internacionales | Partidos internacionales          | Partidos internacionales | Partidos internacionales | Partidos internacionales | Partidos internacionales | Partidos internacionales | Partidos internacionales | Partidos internacionales |
| N.º                      | Fecha                    | Estadio                           | Local                    | Resultado                | Visitante                | Goles                    | Asistencias              | DT                       | Competición              |
| ------------------------ | ------------------------ | --------------------------------- | ------------------------ | ------------------------ | ------------------------ | ------------------------ | ------------------------ | ------------------------ | ------------------------ |
| 1                        | 19 de septiembre de 1967 | Estadio Nacional, Santiago, Chile | Chile                    | 0-1                      | Brasil                   |                          |                          | Alejandro Scopelli       | Amistoso                 |
| 2                        | 16 de diciembre de 1967  | Estadio Nacional, Santiago, Chile | Chile                    | 1-4                      | URSS                     |                          |                          | Alejandro Scopelli       | Amistoso                 |
| Total                    | Total                    | Total                             | Presencias               | 2                        | Goles                    | 0                        |                          |                          |                          |

| Selección chilena | Selección chilena | Selección chilena |
| Año               | Partidos          | Goles             |
| ----------------- | ----------------- | ----------------- |
| 1967              | 2                 | 0                 |
| Total             | 2                 | 0                 |

## Clubes
| Club           | País  | Año       |
| -------------- | ----- | --------- |
| Magallanes     | Chile | 1962-1966 |
| Lota Schwager  | Chile | 1968-1970 |
| Ferroviarios   | Chile | 1971-1972 |
| Audax Italiano | Chile | 1973      |
| Ferroviarios   | Chile | 1974-1975 |

## Palmarés

### Campeonatos nacionales
| Título    | Equipo        | País  | Año  |
| --------- | ------------- | ----- | ---- |
| Primera B | Lota Schwager | Chile | 1969 |